# Сівасспор (футбольний клуб)
«Сівасспор» (Sivasspor) — турецький футбольний клуб з міста Сівас.
Як аматорський клуб був заснований у 1932 році, з назвою «Сівас Генчлік», однак професіональний статус і сучасну назву клуб отримав в 1967 році. В турецькій Суперлізі клуб виступає з 2005 року.

## Історія
Рання історія команди розпочалася 14 травня 1932 року, коли в Сівасі було створено футбольний клуб під назвою «Сівас Генчлік» (тур. Sivas Gençlik). Офіційними кольорами були прийняті червоний та білий, які використовуються й досі. «Сівасспор» довгий час грав на аматорському рівні, а в середині шістдесятих клуб злився з «Йолспором» (тур. Yolspor) та «Кизилирмаком» (тур. Kızılırmak), сподіваючись, що це злиття допоможе перейти на професійний рівень, але очікування не виправдалися.
1 липня 1967 року «Сівасспору» було дозволено грати на професійному рівні, з цієї дати починається професійна історія клубу. Команда розпочала свій шлях у Першій лізі, другому за значимістю дивізіоні турецького футболу, у «Білій групі». Через безліч нових клубів Турецька футбольна федерація вирішила запровадити і третій дивізіон, але «Сівасспор» та кілька інших клубів стартували саме з Першої ліги. Свій перший сезон на професійному рівні «Сівасспор» закінчив на 16-му місці у своїй групі, лише 4 очки врятували команду від вибуття. Наступний сезон клуб знову закінчив у нижній половині таблиці. У сезонах 1971/72 та 1972/73 «Сівасспор» міг вийти до Суперліги, але двічі фінішував другим у своїй групі, пропустивши вперед лише «Шекерспор» та «Адана Демірспор» відповідно.
Вперше «Сівасспор» переміг у Першій лізі у сезоні 2004/05 і отримав право виступити у розіграші Суперліги. Дебютний сезон клуб закінчив на 8 позиції. Успішним сезоном став 2007/08, який команда закінчила на четвертому місці та потрапила до Кубку Інтертото. Хоча до 33 туру команда займала друге місце, поразка від «Галатасарая» з рахунком 3:5 відкинула її на підсумкове четверте місце. У сезоні 2008/09 «Сівасспор» фінішував на другому місці, поступившись лише чемпіону «Бешикташу». Це був найуспішніший сезон для клубу в його історії, за підсумками якого клуб дебютував у Лізі чемпіонів 2009/10, а згодом і в Лізі Європи 2009/10.

## Досягнення
Кубок Туреччини:
- Володар (1): 2021-22

Чемпіонат Туреччини:
- Віце-чемпіон Туреччини (1): 2008-09